# Abutilon dinteri
Abutilon dinteri là một loài thực vật có hoa trong họ Cẩm quỳ. Loài này được Ulbr. mô tả khoa học đầu tiên năm 1913.